# Немачка 23. оклопна дивизија
Немачка 23. оклопна дивизија била је немачка војна јединица која се борила током Другог светског рата. Организована је као пешадијска дивизија. Имала је надимак Grenadierkopf.
Учествовала је у инвазији на Пољску 1939. године као резерва 4. армије. Дивизијом је командовао Валтер Граф фон Брокдорф Ахлефелд и састојала се од 9, 67. и 68. пешадијског пука. 
Јула 1942. реорганизована је као 26. Оклопна дивизија. Касније је била распоређена на окупационим дужностима на западу све до средине 1943. године када је пребачена у Италију да би пружила отпор савезничкој дивизији, борила се код салерна а остала је Италији све до краја рата када се недалеко од Болоње предала Британцима. 
Новембра 1942. нови 23. пешадијски пук је оформљен па је са новоформираним 9. и 67. пуком који су названи гранадирски како би се разликовали од претходног 9. и 67. пука који су преименовани у оклопногранадирске и који су били у оквиру 26. Оклопне дивизије. Новоформирана дивизија служила је на Источном фронту све до краја рата када се предала у Источној Пруској.